# Cerochroa
Cerochroa là một chi bọ cánh cứng trong họ Chrysomelidae.
Chi này được Gerstaecker miêu tả khoa học năm 1855.

## Các loài
Các loài trong chi này gồm:
- Cerochroa cincta Laboissiere, 1920
- Cerochroa femoralis Laboissiere, 1940
- Cerochroa ferruginea Laboissiere, 1920
- Cerochroa fulva Laboissiere, 1921
- Cerochroa inconspicua Jacoby, 1894
- Cerochroa maculicollis Baly, 1864
- Cerochroa nigricollis Laboissiere, 1920
- Cerochroa nigrilabris Laboissiere, 1922
- Cerochroa nigripennis Laboissiere, 1920
- Cerochroa ruficeps Gerstacker, 1855